# Erhard Glatzel
Erhard Friedrich Glatzel (* 25. Oktober 1925 in Marl; † 4. Februar 2002 in Heidenheim) war ein deutscher Optik-Konstrukteur.

## Leben

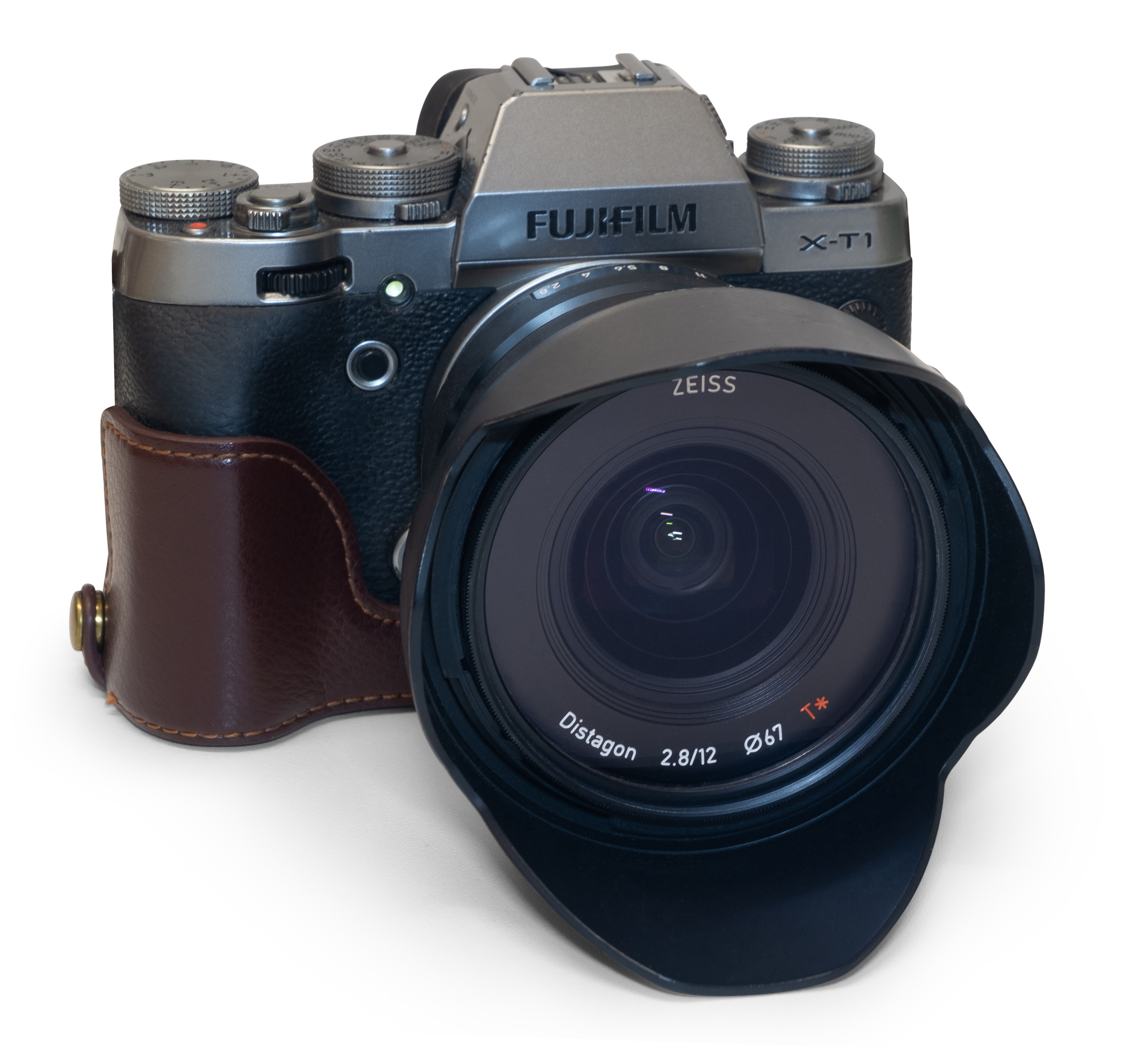
Zeiss Distagon 2,8/12

Glatzel studierte Mathematik an der Universität Bonn und fertigte 1952 seine Dissertation bei der Firma Krupp als externer Doktorand der Universität Köln an. Im Anschluss daran begann er im Oktober 1954 für Zeiss in Oberkochen zu arbeiten, stieg dort zum Leiter der Objektivkonstruktionsabteilung auf und blieb dem Unternehmen bis zu seinem Renteneintritt im März 1989 erhalten. Er entwarf eine Vielzahl an Objektiven, wurde jedoch durch seine Fotoobjektive bekannt. Er war leitend an der Entwicklung des Hologon, des Distagon, des Biogon und des Medion, sowie von Tessar-, Sonnar- und Planar-Versionen beteiligt. Für sein speziell für die Hasselblad-Kamera der Mondmission entworfenes Weitwinkel-Objektiv Biogon 60 mm ƒ/5.6 wurde ihm von der NASA die Auszeichnung The Apollo Achievement Award verliehen. Sein Planar 50mm f/0.7 gilt als das lichtstärkste Objektiv der Welt und wurde unter anderem von Stanley Kubrick für den Film Barry Lyndon verwendet. 1977 wurde Zeiss ein Oscar für die Fotoobjektive der Firma, darunter Glatzels Distagon ƒ/1.2, verliehen.
Glatzel publizierte verschiedene Fachartikel und war einer der ersten, die die damaligen Supercomputer zur Optikberechnung verwendeten. Er entwickelte unter anderem die adaptive Optimierungsmethode zur Objektivkonstruktion.